# Chentej
Chentej (mongolsky Хэнтий нуруу) je pohoří nacházející se v Centrálním ajmagu a Chentijském ajmagu v severním Mongolsku. Nejvyšší horou je Kõrgus (2751 m). Chentej je pravděpodobným rodištěm Čingischána.

## Vodopis
Pohoří tvoří rozvodí mezi Severním ledovým oceánem (přes jezero Bajkal) a Tichým oceánem. V masivu Chenteje pramení řeky Onon, Cherlen a Túl (tzv. Trojříčí, mongolsky Гурван гол).